# 恩山寺
恩山寺（おんざんじ）は、徳島県小松島市田野町にある高野山真言宗の寺院。母養山（ぼようざん）、宝樹院（ほうじゅいん）と号す。本尊は薬師如来。四国八十八箇所第十八番札所。
- 本尊真言：おん ころころ せんだりまとうぎ そわか
- ご詠歌：子を生める その父母（ちちはは）の恩山寺　訪（とぶ）らいがたきことはあらじな
- 納経印：当寺本尊、奥之院弁財天、摺袈裟（すりげさ）の授与

## 歴史
寺伝によれば聖武天皇の勅願により行基が開基し、当初は「大日山福生院密厳寺」と号する災厄悪疫を救う女人禁制の道場で、十九番霊場に向かって下る「花折り坂」より上は女性の立ち入りが許されなかった。
弘仁5年（814年）、空海（弘法大師）が当寺で修行していた際、訪問してきた母（玉依御前）のために、山門の近くの瀧にうたれて、一七日間（7日）の秘法を修し女人解禁の祈願を成就し、母を迎え入れることができ母の恩にこたえることができたことから恩山寺、そして、母に孝養をつくしたことから母養山、その記念に宝樹のビランジュを植樹したことから宝樹院と山号院号寺名を改め、自身の像を刻み安置し、「我が願いは末世薄福の衆生の難厄を除かん」と誓った。また、母が当寺で出家・剃髪しその髪を奉納したことから、「玉依御前の剃髪所」と云われた。
文保2年（1318年）に源空によって再興された。
天正年間（1573年 – 1592年）に長宗我部元親の兵火によって焼失したが、江戸時代に入って徳島藩主蜂須賀氏の支援を受けて復興、文政年間（1804年 – 1830年）に現在の諸堂が建立された。

## 境内

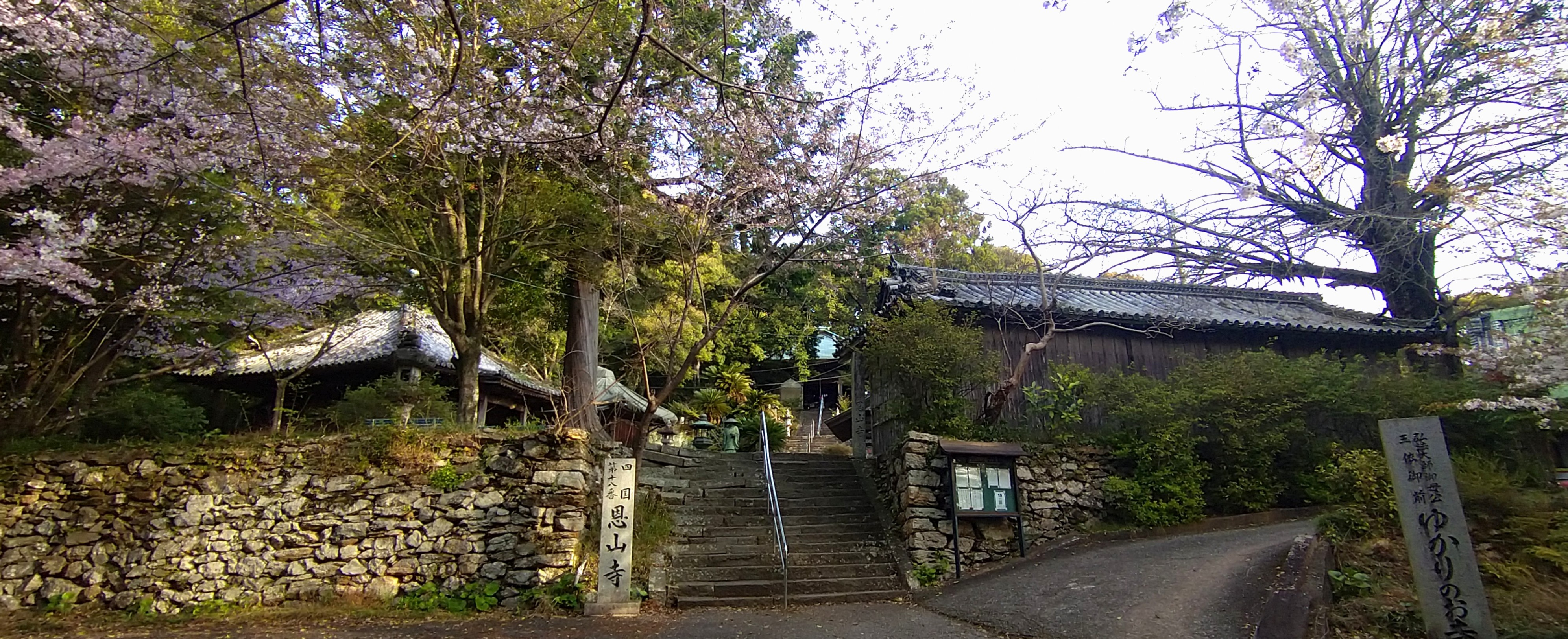
境内

- 山門（仁王門）：車道から外れているが、遍路道上に建っている。
- 本堂：前立仏が2014年に開帳された。
- 大師堂：本尊は空海自刻と伝える。真言八祖像が脇仏として並んでいる。
- 御母公堂：玉依御前像が祀られているが拝顔できない。
- 地蔵堂：向って左側に釈迦の十大弟子像が、右に地蔵菩薩坐像と千体地蔵立像が祀られていてすべて拝顔できる。
- 鎮守社祠 : 弁財天を祀る
- 鐘楼
- 毘欄樹：「弘法大師お手植え」と伝えられている。

赤い橋を渡って右に山門があり、正面に毘欄樹が茂っている。遍路道はその左の坂道を登って行くと大きな修行大師像の立つところに出る。車は左上方へ上がると駐車場に出てそこから坂道を5分ほど歩いて上がると大きな修行大師像の前に出る。左手の数段の石段を上ると境内に入り、直進すると右手に手水場があり石段をさらに上り詰めた所に本堂が建つ。手水場手前まで戻って本堂を背にして右手先に大師堂が、その手前に御母公堂がある。納経所は大師堂と反対側の客殿の左にある。
- 宿坊：なし
- 駐車場：20台、バス4台。無料。

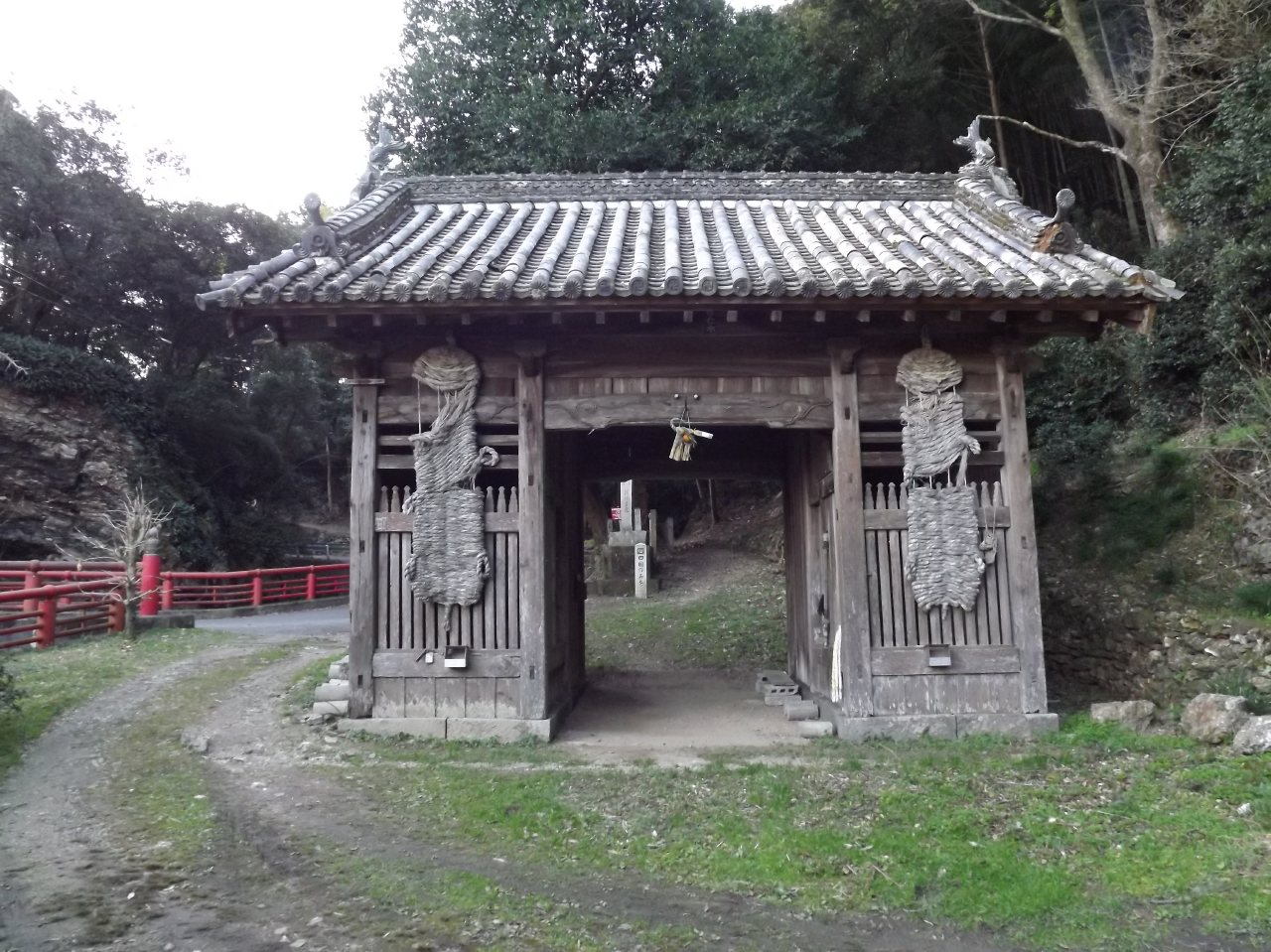
山門
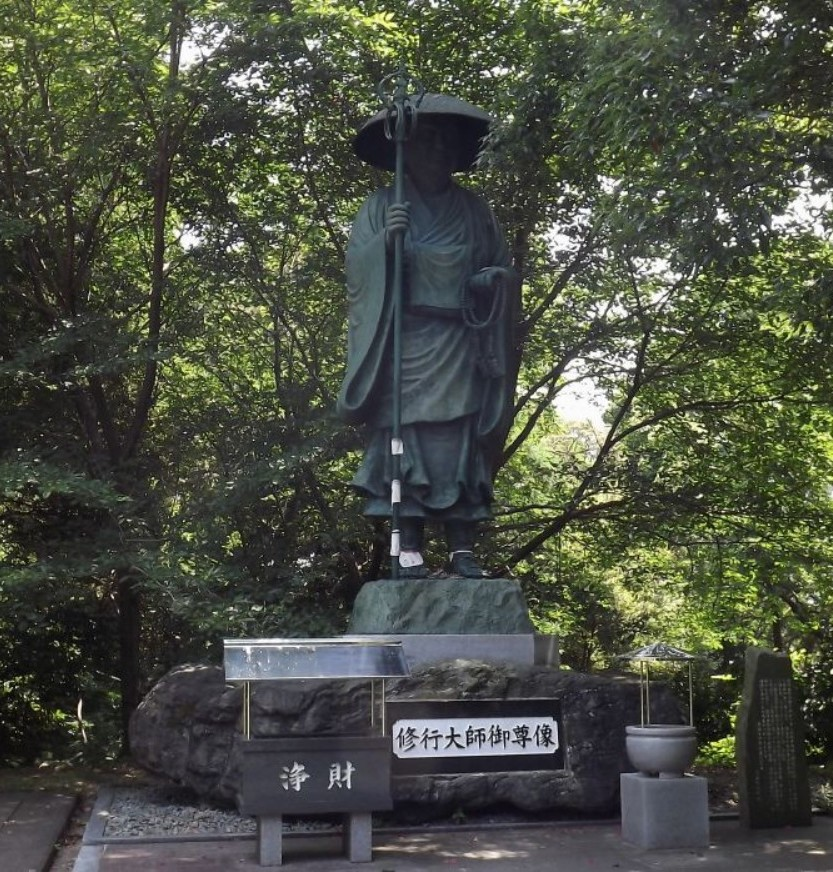
大きな修行大師像
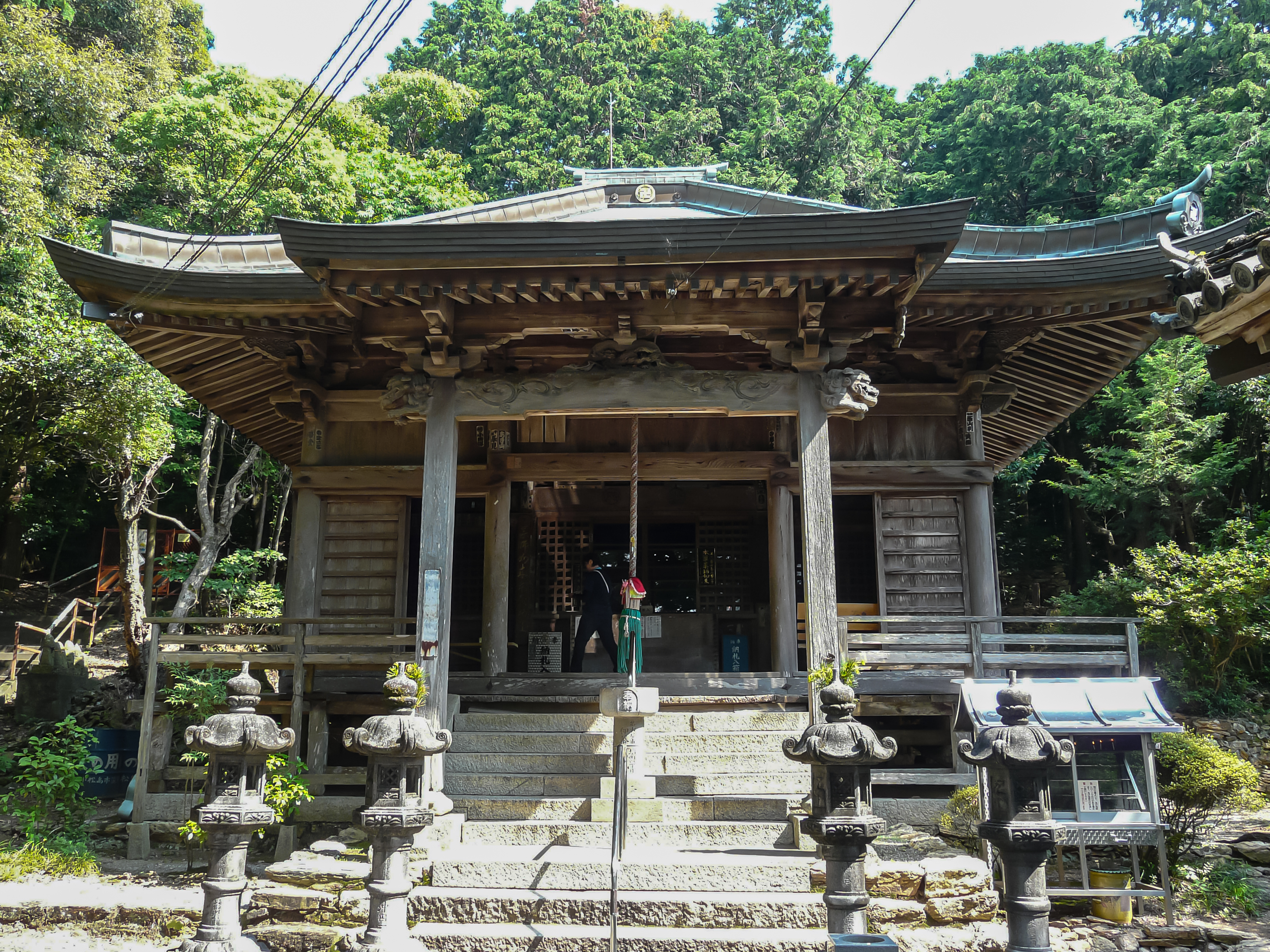
本堂
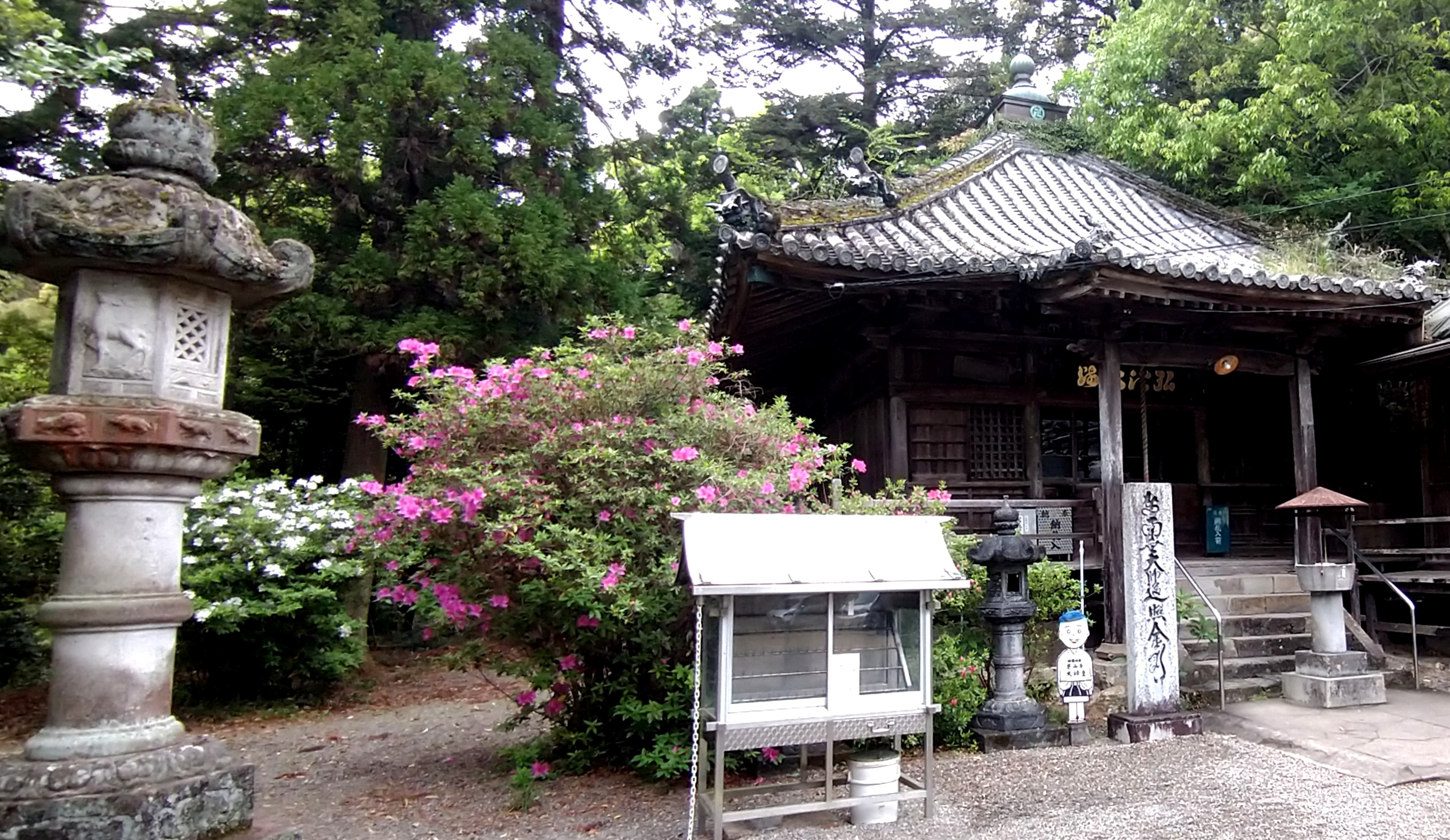
大師堂
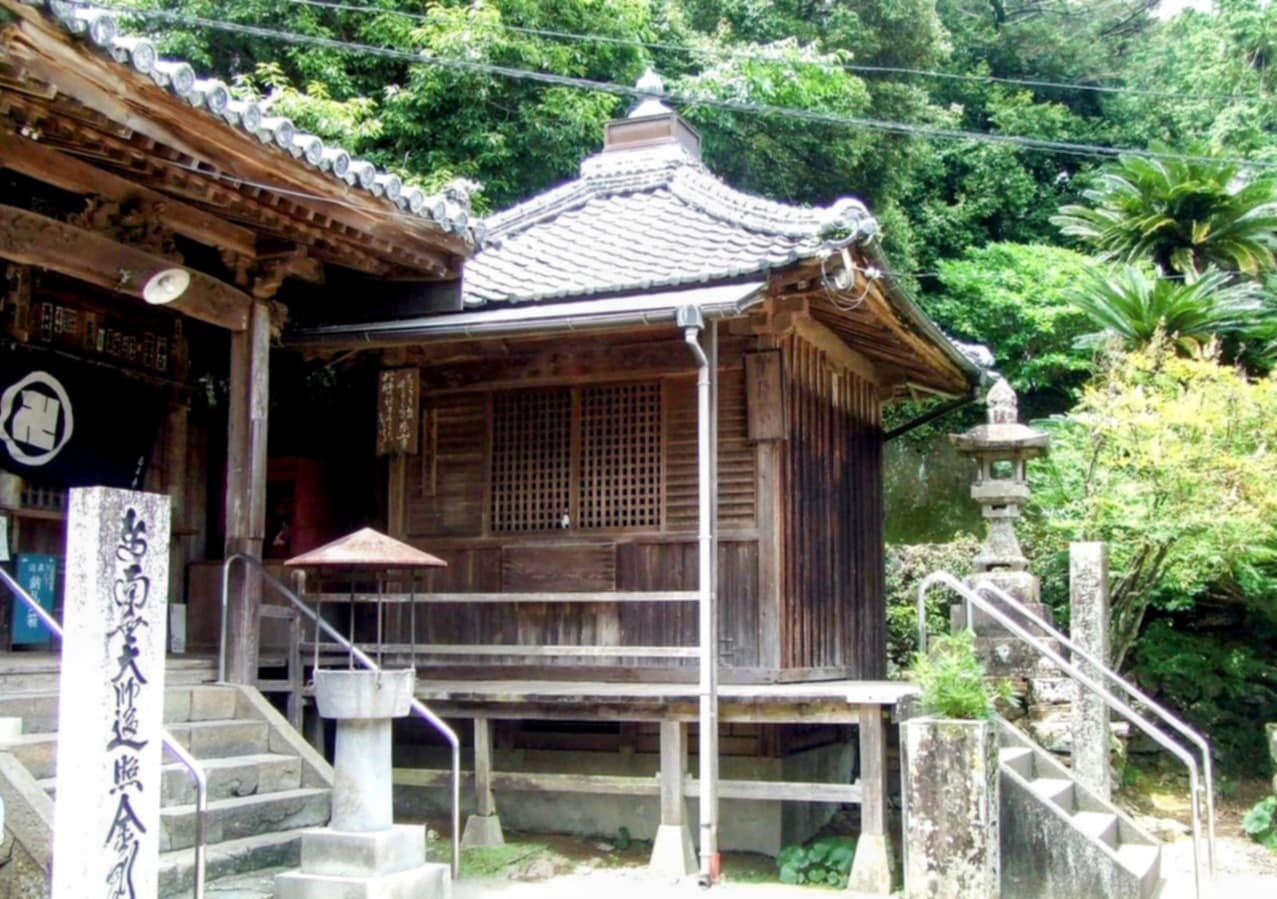
御母公堂
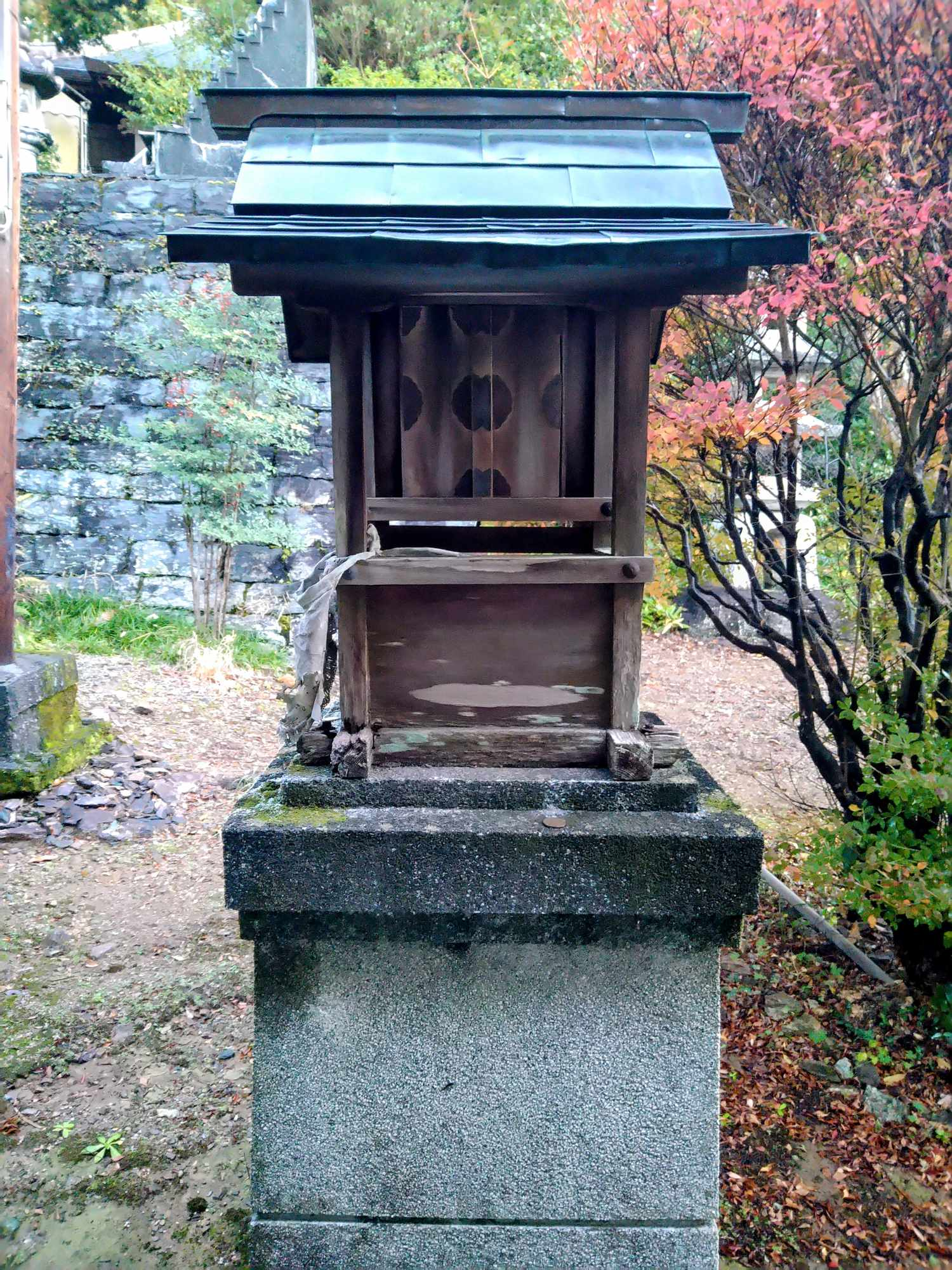
鎮守社祠
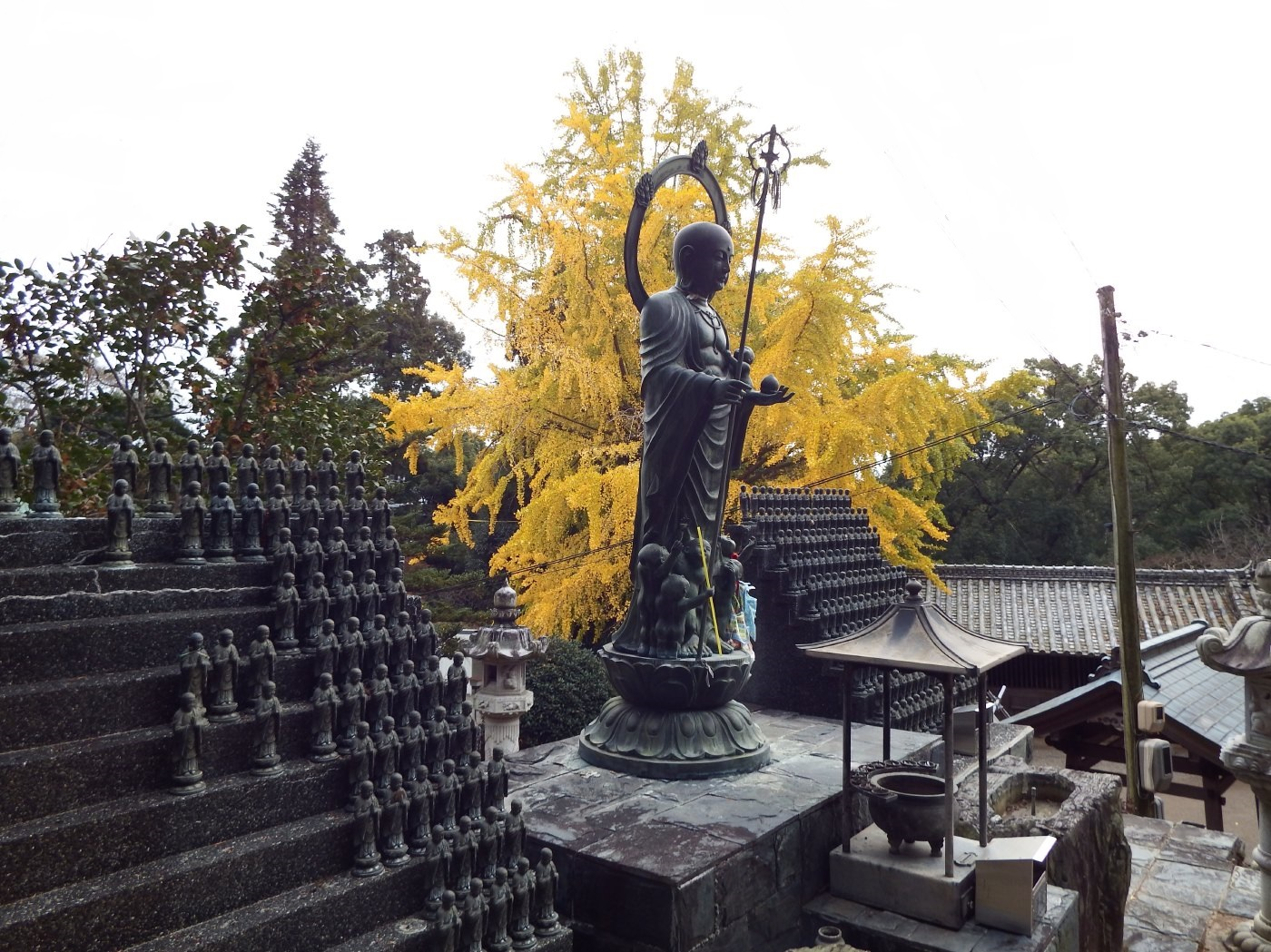
水子地蔵
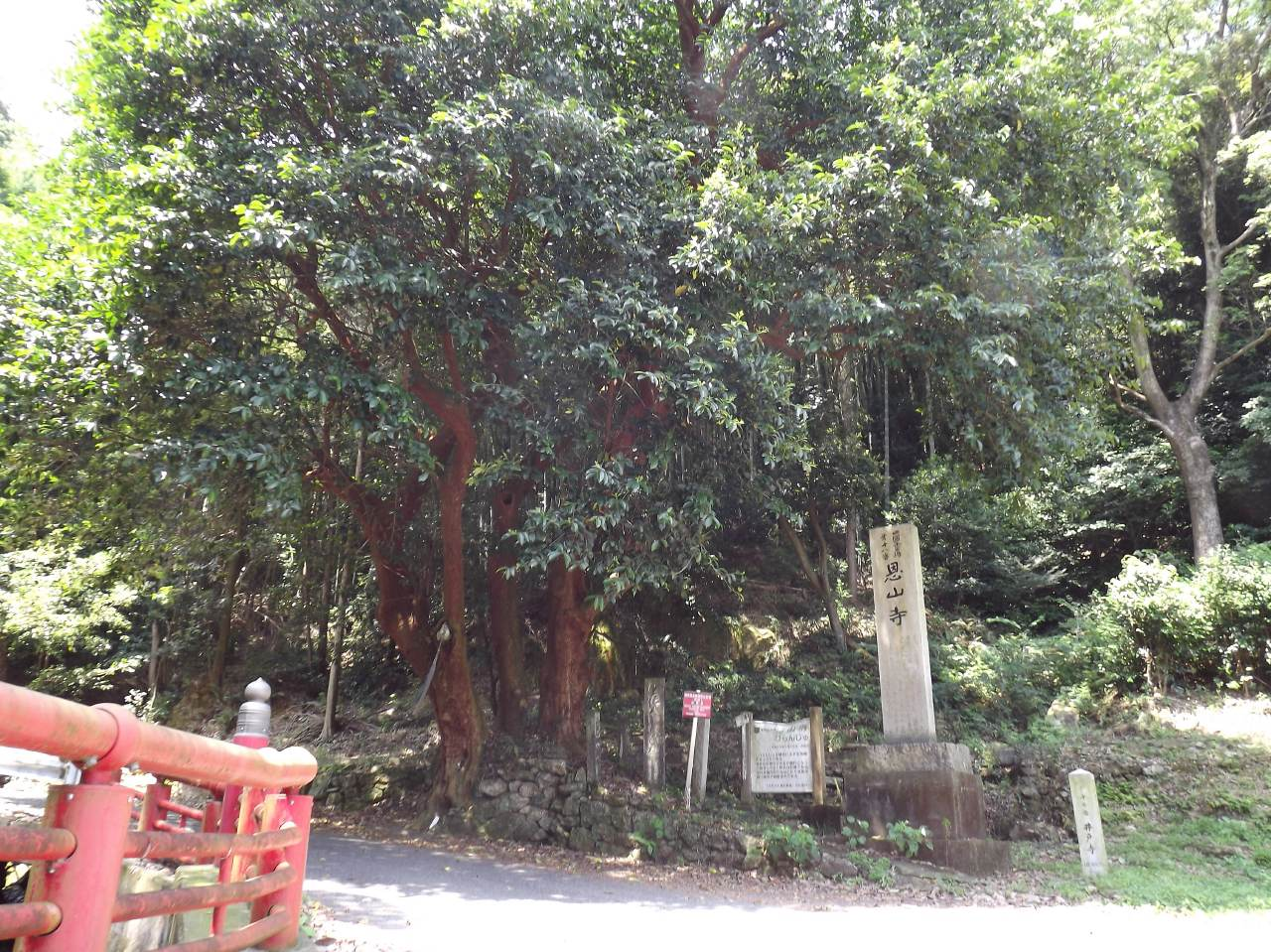
ビランジュ

## 文化財
国の史跡

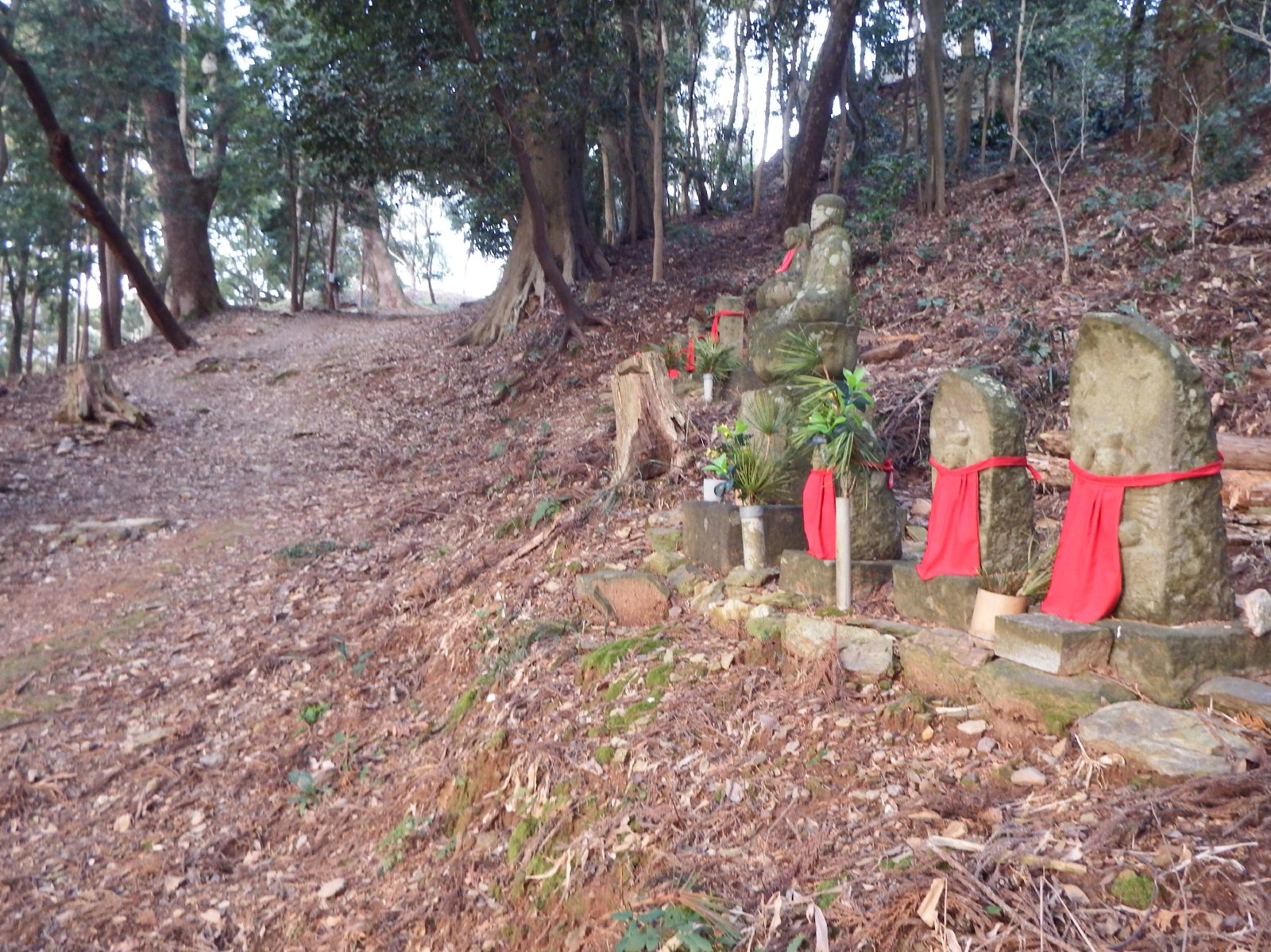
阿波遍路道 恩山寺道

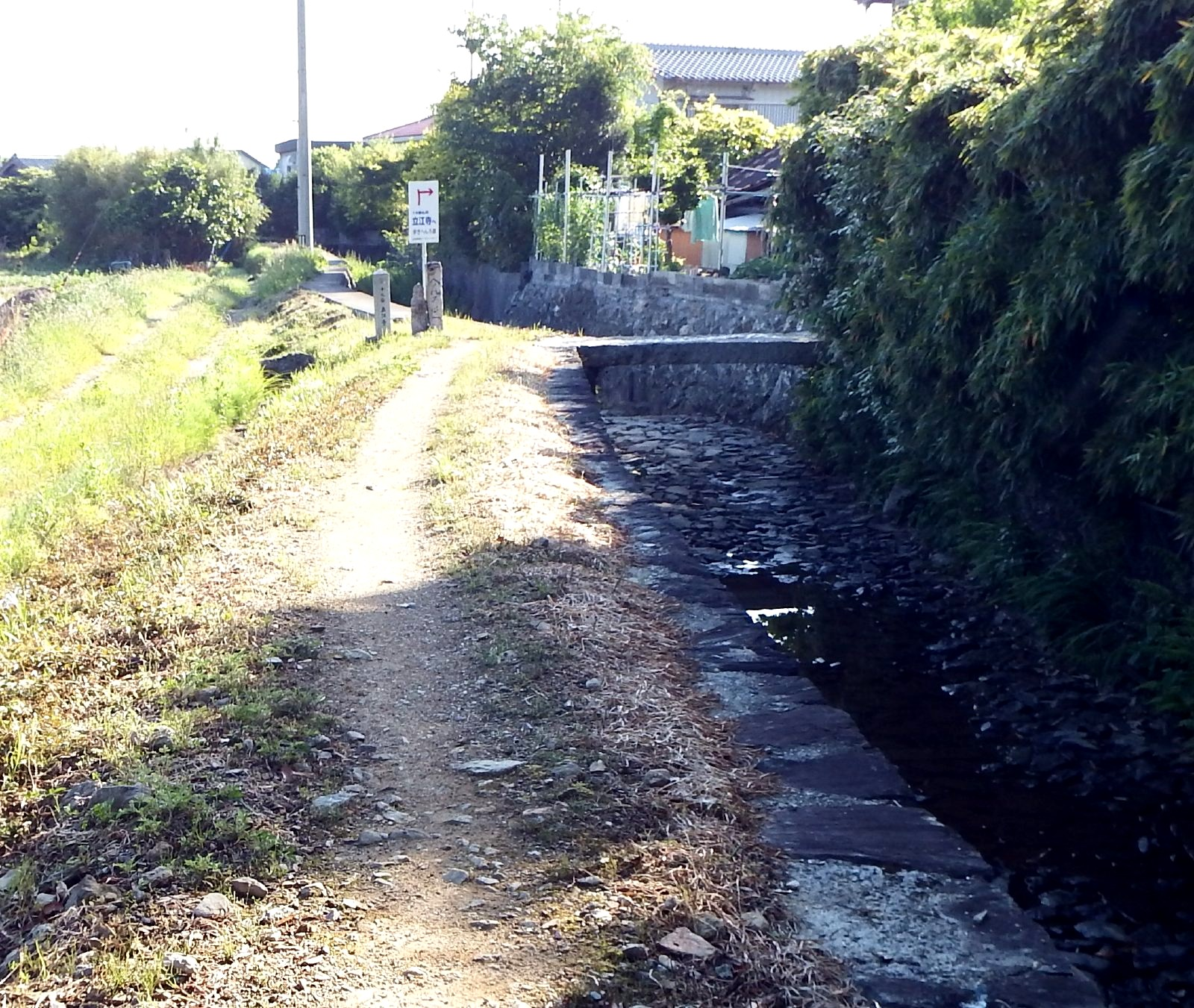
阿波遍路道 立江寺道

- 阿波遍路道 恩山寺道：土佐街道から離れ恩山寺に向う間の約0.4 km[注釈 1]。平成28年10月3日指定[3][4]

- 阿波遍路道 立江寺道：恩山寺から立江寺へ向かい土佐街道に再び合流するまでの間約0.5 km[注釈 2]。平成28年10月3日指定[3][4]

県指定天然記念物
- 恩山寺ビランジュ：昭和29年1月29日指定[5]

## 交通案内
鉄道

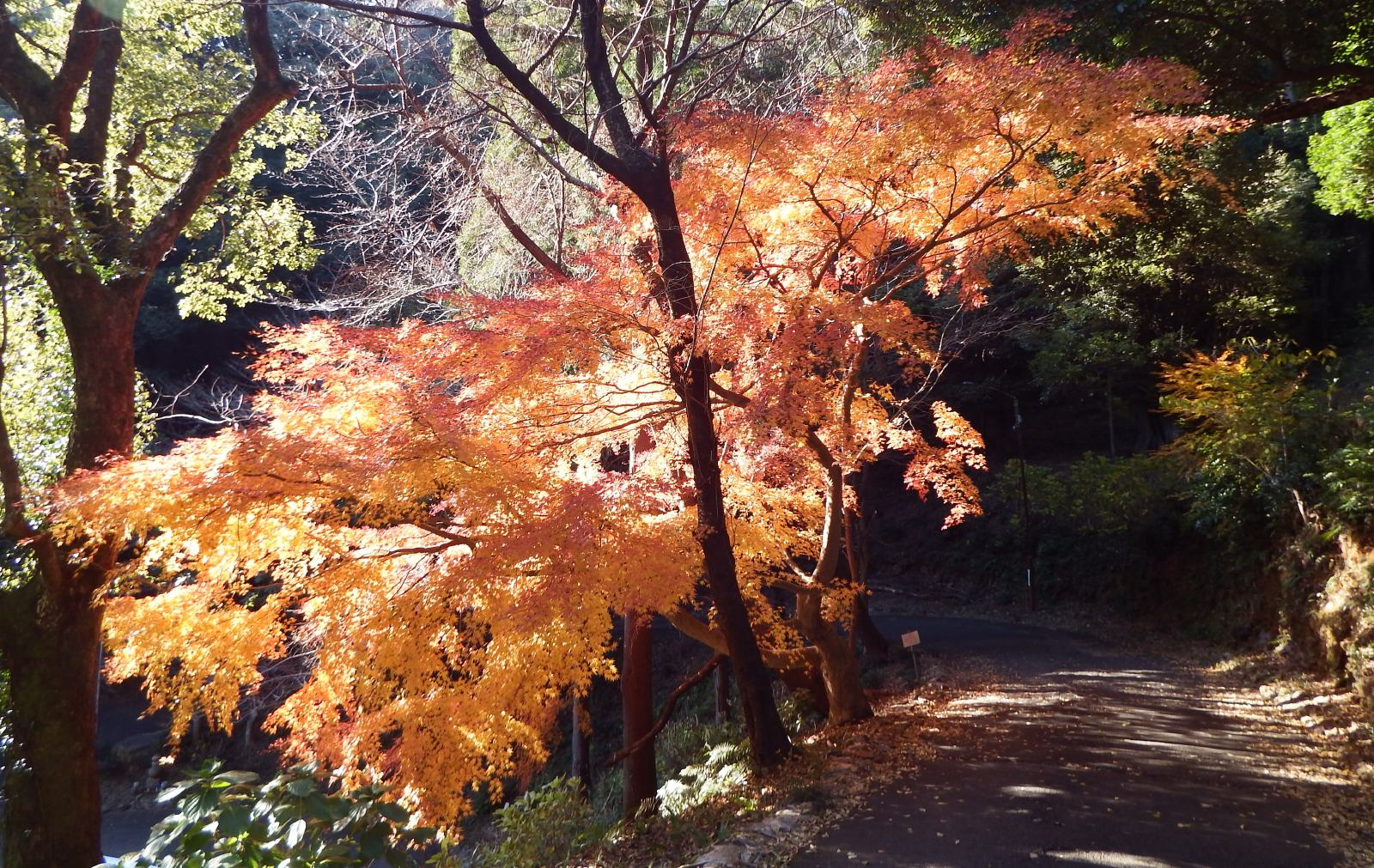
当寺への参道

- 四国旅客鉄道（JR四国） 牟岐線 – 南小松島駅下車 (4.7 km)

バス
- 徳島バス 立江線「恩山寺前」下車 (0.9 km)

道路
- 一般道：県道136号線 恩山寺下 (0.9 km)

## 奥の院
金礒弁財天
当地から東方の島に光を見つけた空海は、そこへ行くと女神がいて一夜を語り合った。夜が明けると女神は白龍となり海の中に帰った。弁財天の化身と悟った空海はその地に弁財天を祀ったと云われる。
納経及び御影の授与は恩山寺にて行なっている。
- 所在地 ：徳島県小松島市金磯町3 （金磯弁財天）

## 周辺の番外霊場

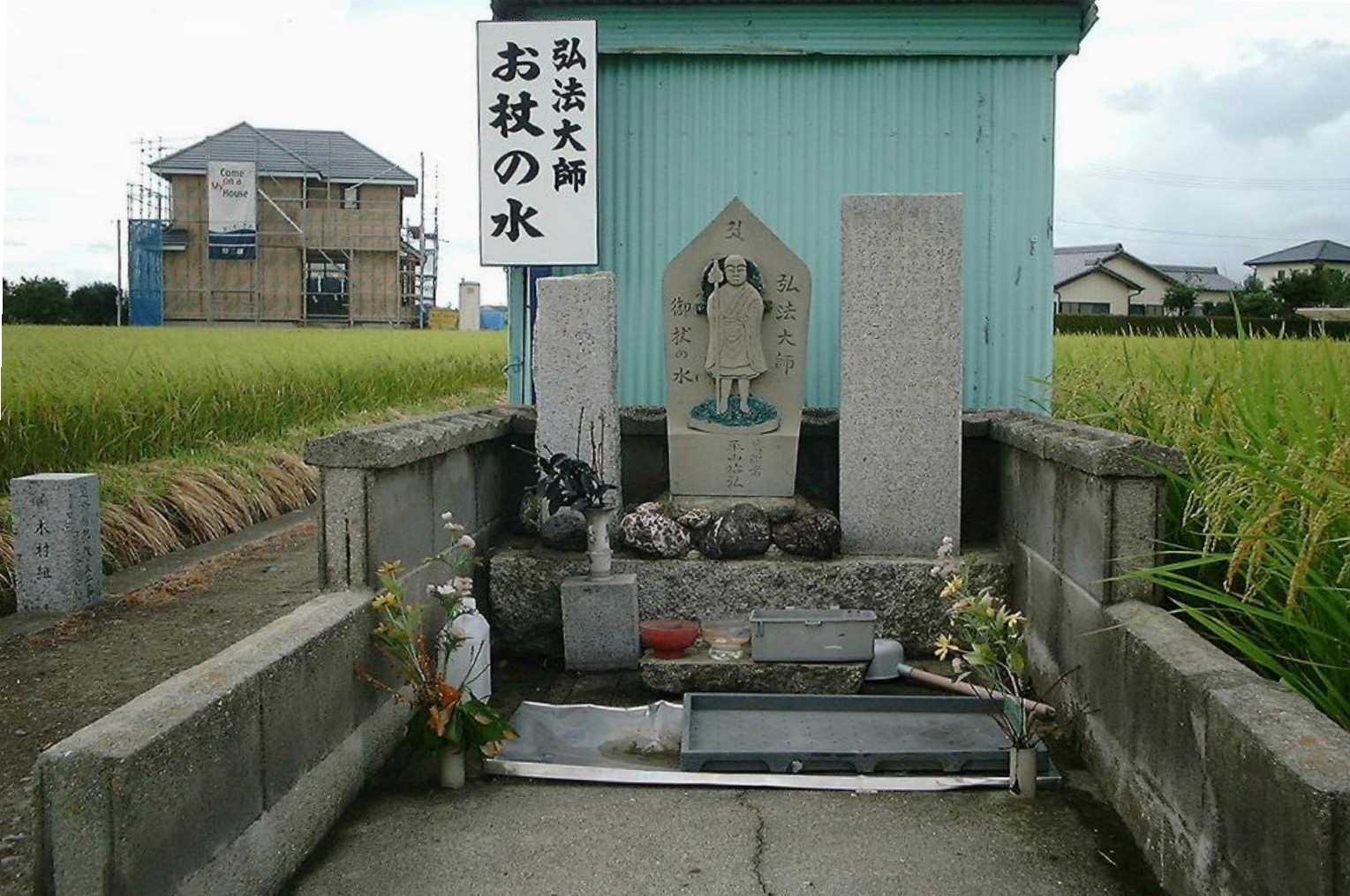
弘法大師お杖の水
水を求めた旅僧に対し、この井戸水には塩がさしていると嘘をついて断ったところ、本当に塩が混じって飲めなくなってしまい、数年後に再び通りかかった旅僧に塩辛い水に困っていると助けを求めた。旅僧が杖で土地を衝くと清水が噴き出したという伝説があり、この旅僧が空海だったことからこの名がある。
- 所在地 ：徳島県小松島市日開野町加々ませ31 （弘法大師お杖の水）

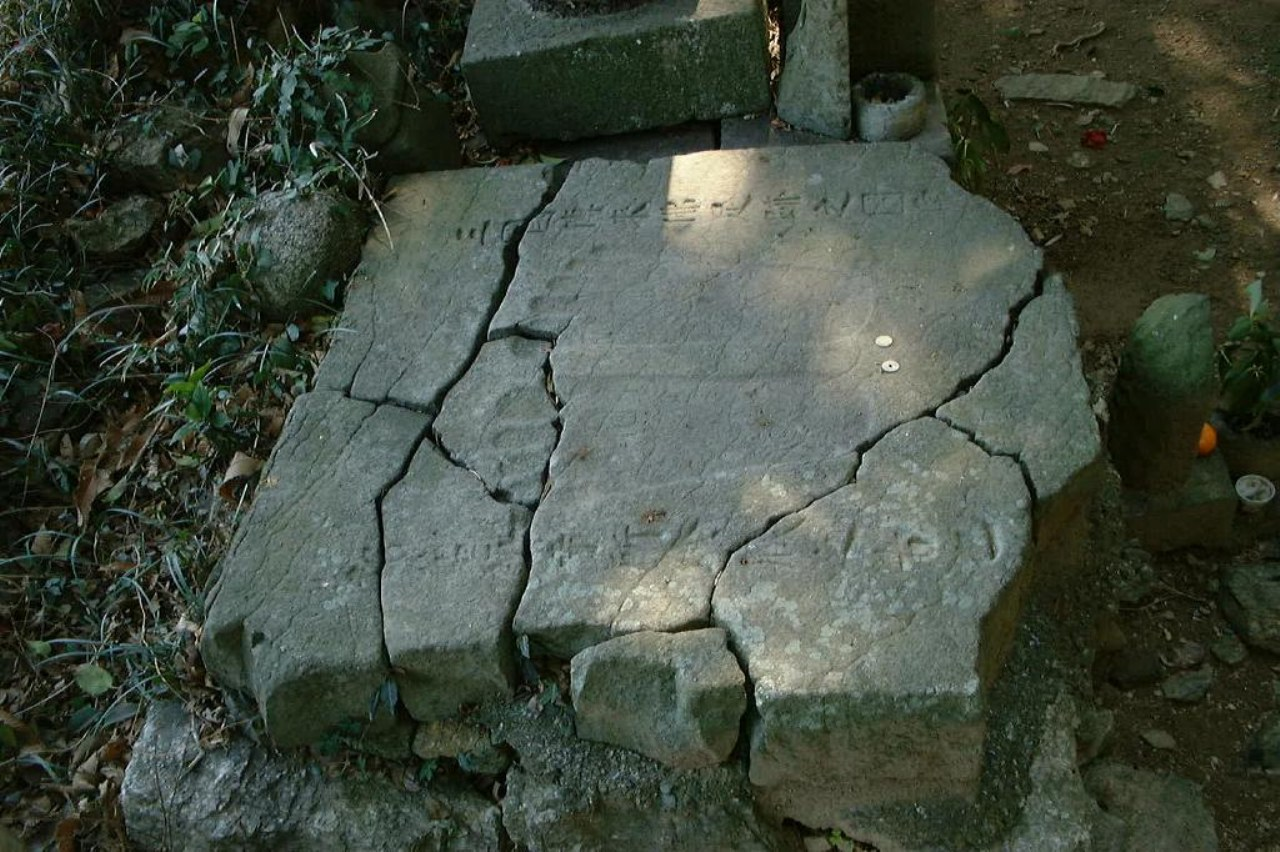
釈迦庵の仏足石

釈迦庵おむつき堂
空海の襁褓（むつき・オムツのこと）を納めたといわれる「おむつき堂」があった霊跡である。恩山寺を出てすぐの弦巻坂を上がって弦張坂を下った竹林の中にあり、現在はその堂は無く山門と大師堂があり、ほかに四国最古と云われる仏足石（小松島市指定有形文化財、1987年6月１日指定）がある。
* 所在地 ：徳島県小松島市田野町中須（恩山寺より立江寺方向へ遍路道を約0.7 km） （釈迦庵）

## 前後の札所
四国八十八箇所
17 井戸寺 --(16.8 km)-- 18 恩山寺 --(4.0 km)-- 19 立江寺

## 周辺
- 源義経上陸の地碑：当寺への車道の北に石碑がある。源平合戦の元暦2年（1185年）2月18日、源義経の軍勢はこの地に上陸した。
- 源義経公之像：旗山（標高20 m）の山頂に高さ6.7  mの義経騎馬像がある。